# Яковлєва Олена Юріївна
Альона Юріївна Яковлєва  (рос. Алёна Юрьевна Яковлева; нар. 2 червня 1961, Москва, СРСР) — радянська і російська акторка театру та кіно. Провідна акторка Московського академічного театру Сатири. Заслужена артистка Росії (1999). Народна артистка Росії (2008). Кавалер Ордена Дружби (2020).

## Біографія
Народилася 2 липня 1961 року в Москві.
Батько — Яковлєв Юрій Васильович (1928—2013), радянський і російський актор, Народний артист СРСР (1976); мати — Кіра Андріївна Яковлєва (до шлюбу Мачульська; нар 1932), лікар; бабуся — Олена Михайлівна Чернишова, акторка; вітчим — Микола Костянтинович Іванов, журналіст-міжнародник; брати — Олексій Яковлєв — актор, та Антон Яковлєв — театральний режисер. 
З восьми років разом з матір'ю та вітчимом проживала в Німеччині, пізніше жила в Данії, Ісландії, Фінляндії та Норвегії. 
Заочно закінчила факультет журналістики МДУ та Вище театральне училище імені Б. В. Щукіна (1985, художня керівниця курсу — Т. К. Коптєва).
З 1985 року — акторка Московського академічного театру Сатири.  
У фільмах і серіалах зіграла понад 120 ролей. 

### Особисте життя
- Неофіційний шлюб — Олександр Юрійович Кахун (нар. 11 квітня 1960), актор, радіо- та телеведучий[5]. Разом прожили 8 років.
- Перший чоловік (1991—1993) — Кирило Михайлович Козаков (нар. 2 листопада 1962), актор, син народного артиста РРФСР Михайла Михайловича Козакова. Прожили разом приблизно 2 роки[2].
  - Донька — Марія Кирилівна Козакова (нар. 24 листопада 1992), акторка Московського академічного театру сатири[6].
- Другий чоловік (1994—2004) — Кирило Мозгалевський (нар. 1964), кінорежисер, продюсер, поет[2].

## Громадянська позиція
В 2022 році під час проведення незаконного референдуму на окупованих українських територіях висловила свою підтримку місцевим жителям.
В 2023 році дала інтервʼю проросійському YouTube-каналу «Емпатія Манучі», де поширила тези російської пропаганди, зокрема, звинуватила українських військових у вбивстві мирного населення, тим самим підтримавши акт збройної агресії Росії проти України.

## Вибіркова фільмографія
- «Честь маю» (1987, епізод)
- «Філіал» (1988, Люся, соціальна психологиня)
- «Під північним сяйвом» (1990, епізод)
- «Вічний чоловік» (1990, дочка Захлебеніна)
- «Салон краси» (2000)
- «Новорічний романс» (2003)
- «Бальзаківський вік, або Всі чоловіки сво…» (2004, т/с)
- «Моя прекрасна нянька» (2005, т/с)
- «Все включено» (2006, т/с, Ольга; Росія—Україна)
- «Міський романс»  (2006, т/с, Любов Олександрівна Соболь, мати Тані; Україна)
- «Розплата за гріхи» (2006—2007, т/с, Любов Олександрівна Соболь, мати Тані; Україна)
- «Лаве» (2007)
- «Тримай мене міцніше» (2007, т/с, Марина Миколаївна Скворцова, керівниця школи бальних танців; Україна)
- «Повернення мушкетерів, або Скарби кардинала Мазаріні» (2009)
- «Диво» (2009, т/с, Людмила Олексіївна, мати Ані; Україна)
- «У Бога свої плани» (2012, мати Марини)
- «Допитлива Варвара» (2012, т/с, Неллі Павлівна Журавльова)
- «Скліфосовський» (2012, т/с)
- «Жіночий лікар» (2012, т/с, Катерина Сергіївна Савчук, начмед; Україна)
- «Жіночий лікар-2» (2013, т/с, Катерина Сергіївна Савчук, начмед; Україна)
- «Поверни мою любов» ('2014, т/с, 'Зінаїда Карагод, мати Антона; Росія—Україна)
- «Заради любові я все зможу»  (2015, т/с, Агнія, мати Олени, сценаристка, письменниця; Україна)
- «Рецепт кохання » (2017, т/с, Парасковія Іванівна, мати Лариси; Україна)
- «Пташка співоча» (2017, т/с, Ізольда Іванівна, тітка Романа; Україна) та ін.